# Bibio carri
Bibio carri är en tvåvingeart som beskrevs av Charles Howard Curran 1927. Bibio carri ingår i släktet Bibio och familjen hårmyggor.
Artens utbredningsområde är Alberta. Inga underarter finns listade i Catalogue of Life.